# Pierwsza Komisja Ursuli von der Leyen
Pierwsza Komisja Ursuli von der Leyen – Komisja Europejska, której pięcioletnia kadencja rozpoczęła się 1 grudnia 2019, a skończyła 30 listopada 2024.

## Powołanie przewodniczącego
W okresie poprzedzającym wybory do Parlamentu Europejskiego w 2019 główne europejskie partie polityczne ogłosiły swoich kandydatów na stanowisko Przewodniczącego Komisji Europejskiej. W skali całej Unia Europejskiej zwycięska okazała się Europejska Partia Ludowa (EPP), którą reprezentował Manfred Weber – poseł do Parlamentu Europejskiego od 1999. Pomimo zwycięstwa EPP w wyborach, Rada Europejska nie przyznała nominacji na to stanowisko Weberowi, któremu zarzucano brak doświadczenia (całą karierę polityczną spędził w Parlamencie Europejskim). Kandydat Partii Europejskich Socjalistów, drugiej co do wielkości frakcji w Parlamencie Europejskim, Frans Timmermans również nie otrzymał jednomyślnego poparcia dla swojej kandydatury. Kandydatura Fransa Timmermans został przedstawiona po raz pierwszy na szczycie G7 w Osace, w którym udział wzięli Emmanuel Macron, Angela Merkel, Giuseppe Conte, Donald Tusk, Mark Rutte i Pedro Sánchez, sprzeciwiła jej się jednak Grupa Wyszehradzka. Ursula von der Leyen została zaproponowana Parlamentowi Europejskiemu jako kandydatka na Przewodniczącą Komisji Europejskiej 3 lipca 2019, po 3-dniowych negocjacjach podczas posiedzenia Rady Europejskiej.
16 lipca 2019 Parlament Europejski przyjął kandydaturę von der Leyen i powierzył jej misję utworzenia następnej Komisji Europejskiej. Ursulę von der Leyen poparło 383 europosłów. Po raz pierwszy w historii na stanowisku Przewodniczącego Komisji Europejskiej znalazła się kobieta.

## Wybór komisarzy
Jeszcze przed głosowaniem von der Leyen ogłosiła, że urzędujący Pierwszy Wiceprzewodniczący Komisji Europejskiej Frans Timmermans obejmie to samo stanowisko w utworzonej przez niej komisji. Zobowiązała się również do powołania na stanowisko wiceprzewodniczącej Margrethe Vestager z Porozumienia Liberałów i Demokratów na rzecz Europy.
Ursula von der Leyen wystąpiła z apelem do krajów członkowskich, żeby każdy z nich nominował dwóch kandydatów do Komisji Europejskiej, kobietę i mężczyznę. Tylko António Costa z Portugalii i Viorica Dăncilă z Rumunii postąpili zgodnie z wolą Przewodniczącej elekt.

### Opóźnienie
W październiku 2019 Parlament Europejski odrzucił kandydatury komisarzy zaproponowanych przez Francję, Węgry i Rumunię. Spowodowało to, że Komisja Jean-Claude’a Junckera od 1 listopada pełniła obowiązki Komisji Europejskiej, pomimo oficjalnego zakończenia swojej kadencji.
27 listopada 2019 Parlament Europejski przy 461 głosach za, 157 przeciw i 89 wstrzymujących się zaaprobował nową Komisję Europejską.

## Kolegium komisarzy
| Komisarz               | Stanowisko | Partia | Partia                                  | Państwo członkowskie | Czas pełnienia stanowiska | Czas pełnienia stanowiska | Przypisy |
| Komisarz               | Stanowisko | Partia | Partia                                  | Państwo członkowskie | Od                        | Do                        | Przypisy |
| ---------------------- | --- | ------ | --------------------------------------- | -------------------- | ------------------------- | ------------------------- | -------- |
| Ursula von der Leyen   | Przewodnicząca Komisji Europejskiej                                                                                        |        | Europejska Partia Ludowa                | Niemcy               | 1 grudnia 2019(dts)       | 30 listopada 2024(dts)    | [ 11 ]   |
| Frans Timmermans       | komisarz ds. działań w dziedzinie klimatu                                                                                  |        | Partia Europejskich Socjalistów         | Holandia             | 1 grudnia 2019(dts)       | 22 sierpnia 2023(dts)     | [ 12 ]   |
| Wopke Hoekstra         | komisarz ds. działań w dziedzinie klimatu                                                                                  |        | niezależny                              | Holandia             | 9 października 2023(dts)  | 30 listopada 2024(dts)    | [ 13 ]   |
| Margrethe Vestager     | wiceprzewodnicząca wykonawcza komisarz ds. Europy na miarę ery cyfrowej                                                    |        | Odnówmy Europę                          | Dania                | 1 grudnia 2019(dts)       | 30 listopada 2024(dts)    | [ 14 ]   |
| Valdis Dombrovskis     | wiceprzewodniczący wykonawczy komisarz ds. gospodarki służącej ludziom                                                     |        | Europejska Partia Ludowa                | Łotwa                | 1 grudnia 2019(dts)       | 30 listopada 2024(dts)    | [ 15 ]   |
| Josep Borrell          | wysoki przedstawiciel/wiceprzewodniczący komisarz ds. silniejszej pozycji Europy na świecie                                |        | Partia Europejskich Socjalistów         | Hiszpania            | 1 grudnia 2019(dts)       | 30 listopada 2024(dts)    | [ 16 ]   |
| Maroš Šefčovič         | wiceprzewodniczący wykonawczy komisarz ds. europejskiego zielonego ładu, stosunków międzyinstytucjonalnych i prognozowania |        | Partia Europejskich Socjalistów         | Słowacja             | 1 grudnia 2019(dts)       | 30 listopada 2024(dts)    | [ 17 ]   |
| Věra Jourová           | wiceprzewodnicząca komisarz ds. wartości i przejrzystości                                                                  |        | Odnówmy Europę                          | Czechy               | 1 grudnia 2019(dts)       | 30 listopada 2024(dts)    | [ 18 ]   |
| Dubravka Šuica         | wiceprzewodnicząca komisarz ds. demokracji i demografii                                                                    |        | Europejska Partia Ludowa                | Chorwacja            | 1 grudnia 2019(dts)       | 30 listopada 2024(dts)    | [ 19 ]   |
| Margaritis Schinas     | wiceprzewodniczący komisarz ds. promowania naszego europejskiego stylu życia                                               |        | Europejska Partia Ludowa                | Grecja               | 1 grudnia 2019(dts)       | 30 listopada 2024(dts)    | [ 20 ]   |
| Johannes Hahn          | komisarz ds. budżetu i administracji                                                                                       |        | Europejska Partia Ludowa                | Austria              | 1 grudnia 2019(dts)       | 30 listopada 2024(dts)    | [ 21 ]   |
| Phil Hogan             | komisarz ds. usług finansowych, stabilności finansowej i unii rynków kapitałowych                                          |        | Europejska Partia Ludowa                | Irlandia             | 1 grudnia 2019(dts)       | 26 sierpnia 2020(dts)     | [ 22 ]   |
| Mairead McGuinness     | komisarz ds. usług finansowych, stabilności finansowej i unii rynków kapitałowych                                          |        | Europejska Partia Ludowa                | Irlandia             | 12 października 2020(dts) | 30 listopada 2024(dts)    | [ 23 ]   |
| Marija Gabriel         | komisarz ds. innowacji, badań naukowych, kultury, edukacji i młodzieży                                                     |        | Europejska Partia Ludowa                | Bułgaria             | 1 grudnia 2019(dts)       | 15 maja 2023(dts)         | [ 24 ]   |
| Iliana Iwanowa         | komisarz ds. innowacji, badań naukowych, kultury, edukacji i młodzieży                                                     |        | Europejska Partia Ludowa                | Bułgaria             | 19 września 2023(dts)     | 30 listopada 2024(dts)    | [ 25 ]   |
| Nicolas Schmit         | komisarz ds. miejsca pracy i praw socjalnych                                                                               |        | Partia Europejskich Socjalistów         | Luksemburg           | 1 grudnia 2019(dts)       | 30 listopada 2024(dts)    | [ 26 ]   |
| Paolo Gentiloni        | komisarz ds. gospodarki |        | Partia Europejskich Socjalistów         | Włochy               | 1 grudnia 2019(dts)       | 30 listopada 2024(dts)    | [ 27 ]   |
| Janusz Wojciechowski   | komisarz ds. rolnictwa |        | Europejscy Konserwatyści i Reformatorzy | Polska               | 1 grudnia 2019(dts)       | 30 listopada 2024(dts)    | [ 28 ]   |
| Elisa Ferreira         | komisarz ds. spójności i reformy                                                                                           |        | Partia Europejskich Socjalistów         | Portugalia           | 1 grudnia 2019(dts)       | 30 listopada 2024(dts)    | [ 29 ]   |
| Olivér Várhelyi        | komisarz ds. sąsiedztwa i rozszerzeń                                                                                       |        | Europejska Partia Ludowa                | Węgry                | 1 grudnia 2019(dts)       | 30 listopada 2024(dts)    | [ 30 ]   |
| Stela Kiriakidu        | komisarz ds. zdrowia i bezpieczeństwa żywności                                                                             |        | Europejska Partia Ludowa                | Cypr                 | 1 grudnia 2019(dts)       | 30 listopada 2024(dts)    | [ 31 ]   |
| Didier Reynders        | komisarz ds. sprawiedliwości                                                                                               |        | Odnówmy Europę                          | Belgia               | 1 grudnia 2019(dts)       | 30 listopada 2024(dts)    | [ 32 ]   |
| Adina Vălean           | komisarz ds. transportu |        | Europejska Partia Ludowa                | Rumunia              | 1 grudnia 2019(dts)       | 15 czerwca 2024(dts)      | [ 33 ]   |
| Helena Dalli           | komisarz ds. równości |        | Partia Europejskich Socjalistów         | Malta                | 1 grudnia 2019(dts)       | 30 listopada 2024(dts)    | [ 34 ]   |
| Thierry Breton         | komisarz ds. rynku wewnętrznego                                                                                            |        | Odnówmy Europę                          | Francja              | 1 grudnia 2019(dts)       | 16 września 2024(dts)     | [ 35 ]   |
| Ylva Johansson         | komisarz ds. spraw wewnętrznych                                                                                            |        | Partia Europejskich Socjalistów         | Szwecja              | 1 grudnia 2019(dts)       | 30 listopada 2024(dts)    | [ 36 ]   |
| Janez Lenarčič         | komisarz ds. zarządzania kryzysowego                                                                                       |        | Odnówmy Europę                          | Słowenia             | 1 grudnia 2019(dts)       | 30 listopada 2024(dts)    | [ 37 ]   |
| Jutta Urpilainen       | komisarz ds. partnerstwa międzynarodowego                                                                                  |        | Partia Europejskich Socjalistów         | Finlandia            | 1 grudnia 2019(dts)       | 30 listopada 2024(dts)    | [ 38 ]   |
| Kadri Simson           | komisarz ds. energii |        | Odnówmy Europę                          | Estonia              | 1 grudnia 2019(dts)       | 30 listopada 2024(dts)    | [ 39 ]   |
| Virginijus Sinkevičius | komisarz ds. środowiska, oceanów i rybołówstwa                                                                             |        | Europejska Partia Zielonych             | Litwa                | 1 grudnia 2019(dts)       | 16 lipca 2024(dts)        | [ 40 ]   |

### Wielka Brytania
Premier Wielkiej Brytanii Boris Johnson nie nominował komisarza reprezentującego Wielkiej Brytanii. Jest to pierwszy tego typu przypadek w historii Komisji Europejskiej. Pomimo wielokrotnych wezwań ze strony von der Leyen, Boris Johnson odmówił wyznaczenia komisarza. Swoją odmowę uzasadnił nadchodzącym opuszczeniem Unii Europejskiej przez Wielką Brytanię oraz zbliżającymi się wyborami parlamentarnymi. W prasie pojawiły się obawy, że Komisja Europejska nie będzie mogła funkcjonować bez przedstawiciela jednego z państw członkowskich, a jej decyzje nie będą prawomocne. Von der Leyen zleciła audyt sytuacji prawnej, który ma na celu wyjaśnić zawiłość tego kryzysu.